# Webmaster
Webmaster – projektant stron internetowych. Osoba zajmująca się projektowaniem, planowaniem, utrzymaniem, rozwojem, marketingiem i administracją stron internetowych oraz aplikacji w Internecie. Jest pierwszym punktem kontaktu w przypadku problemów technicznych, pytań lub sugestii dotyczących strony internetowej.
Termin do niedawna oznaczał jedną osobę zajmującą się projektowaniem, kodowaniem, szatą graficzną oraz aktualizacją witryny internetowej. Witrynę WWW webmaster wykonuje na zamówienie osoby (firmy), która chce zaistnieć w sieci internetowej. Może to być jednorazowe zlecenie i wtedy praca kończy się z chwilą zaakceptowania projektu przez zamawiającego oraz umieszczenia witryny na wskazanym serwerze. Usługa może mieć też charakter ciągły – wtedy webmaster aktualizuje i rozbudowuje stronę zgodnie z bieżącym zapotrzebowaniem zleceniodawcy. Webmaster może także tworzyć witryny na własne życzenie i według własnego projektu. Profesjonalnie przygotowana strona powinna być przygotowana w zgodzie ze standardami określonymi przez W3C.
Odkąd do budowy atrakcyjnie wyglądającej strony nie wystarcza już sama znajomość grafiki oraz HTML/DHTML, coraz częściej przygotowywaniem witryn internetowych zajmują się firmy zatrudniające kilka osób, z których każda specjalizuje się i odpowiada za część elementów witryny. Podział zadań jest zmienny i zależy od zainteresowań i umiejętności zatrudnionych. W firmach dodatkowo oferujących hosting i możliwość umieszczenia zamawianej strony na własnym serwerze, popularne jest rozróżnienie prac przy serwisie na te, których efekt jest wykonywany przez serwer (ang. server-side) lub przez przeglądarkę użytkownika (ang. client-side).
Najczęstsze specjalizacje to m.in.:
| Nazwa                       | Rola | Używane narzędzia | Używane technologie |
| --------------------------- | --- | --- | --- |
| Administrator serwera WWW   | Konfiguruje serwer WWW. Zapewnia bezpieczeństwo oraz wydajność oprogramowania udostępniającego serwis odwiedzającym. Często właściciel maszyny, na której znajduje się strona. Osoba niekoniecznie związana z danym serwisem WWW. | Serwer WWW | np. Apache, Cherokee, Caudium, Internet Information Services, Roxen                                                                           |
| Administrator bazy danych   | Definiuje strukturę bazy danych. Zapewnia spójność oraz bezpieczeństwo danych serwisu. Jest to rola zwykle występująca przy większych projektach o charakterze biznesowym. | Serwer bazy danych | np. MySQL, Oracle, PostgreSQL, Firebird, MS SQL, PhpMyAdmin                                                                                   |
| Web developer (programista) | Tworzy kod serwisu w wybranym języku programowania. Odpowiada za sprawną wymianę danych pomiędzy stroną a odwiedzającym. Modyfikuje i rozwija istniejące rozwiązanie oparte na Frameworkach, CMF-ach i CMS-ach zgodnie z wymaganiami przedstawionymi przez Architekta systemu.                                                                                    | Edytory tekstu, API, frameworki, interpreter lub kompilator języka                                                                            | np. Java, Perl, PHP, Python, Ruby, ASP.NET |
| Web designer (grafik)       | Opracowuje web design, czyli dostępny interfejs strony oraz szatę graficzną. Webdesigner to wyspecjalizowany grafik, który tworzy szatę graficzną przeznaczoną dla serwisów WWW. Często także implementuje szablony graficzne współtworzonych serwisów. | Edytory tekstu, rastrowe oraz wektorowe aplikacje graficzne                                                                                   | np. Adobe Photoshop, Adobe Flash, GIMP, Smarty                                                                                                |
| Webmaster                   | Opisuje tekstową zawartość serwisu za pomocą języków opisu treści. Wzbogaca interfejs aplikacji instalując gotowe moduły. Wprowadza funkcje poprawiające użyteczność serwisu oraz organizuje logiczną strukturę strony. Dba o poprawne działanie serwisu i kontroluje wprowadzane przez redaktorów treści. Często również pełni rolę webdevelopera (programisty). | Edytory tekstu, programy do obróbki graficznej, edytory WYSIWYG                                                                               | np. JavaScript (AJAX), XHTML, CSS |
| Administrator serwisu       | Dba o ogólny wizerunek serwisu i ustala podwykonawców. Właściciel witryny. | Najczęściej przeglądarka internetowa (edytuje serwis korzystając z wbudowanego interfejsu zaprojektowanego przez programistę i webdesignera). | Najczęściej przeglądarka internetowa (edytuje serwis korzystając z wbudowanego interfejsu zaprojektowanego przez programistę i webdesignera). |
| Redaktor                    | Dodaje nowe treści do podstron serwisu. | Najczęściej przeglądarka internetowa (edytuje serwis korzystając z wbudowanego interfejsu zaprojektowanego przez programistę i webdesignera). | Najczęściej przeglądarka internetowa (edytuje serwis korzystając z wbudowanego interfejsu zaprojektowanego przez programistę i webdesignera). |